# Viviparus viviparus
Viviparus viviparus là một loài ốc nước ngọt lớn trong họ Viviparidae.